# ジャコ・ヴァン・ドルマル
ジャコ・ヴァン・ドルマル（Jaco Van Dormael、1957年2月9日 - ）は、ベルギー出身の映画監督。姓はベルギーで話されているフランス語、オランダ語どちらの言語でも「ドルメル」と発音される。

## 経歴
1957年、ベルギーのブリュッセル首都圏地域イクセルに生まれる。少年時代の7年間をドイツで過ごし、再びベルギーに戻る。青年期はサーカスでピエロを演じたり、児童劇団の運営をするかたわら、20代から短編映画を撮り始める。
1991年に初の長編映画『トト・ザ・ヒーロー』を制作。本作は同年のヨーロッパ映画賞で主演男優賞・新人監督賞・脚本賞・撮影賞を受賞。さらには第44回カンヌ国際映画祭にてカメラ・ドールを受賞。一躍映画界に名を轟かせる。
長編第2作『八日目』は、主演のダニエル・オートゥイユとパスカル・デュケンヌが第49回カンヌ国際映画祭にて主演男優賞を受賞している。

## 主な作品

### 監督・脚本
- 『トト・ザ・ヒーロー』Toto le héros (1991年)
- 『八日目』Le Huitième Jour (1996年)
- 『ミスター・ノーバディ』Mr Nobody (2009年)
- 『神様メール』Le tout nouveau testament  (2015年) [1]

### その他
- 『プチ・ニコラ 最強の夏休み』Les Vacances du petit Nicolas  (2014年)　※共同脚本